# Gasela del Iemen
La gasela del Iemen (Gazella bilkis) és una espècie extinta d'artiodàctil de la família dels bòvids. Era endèmica del Iemen, on vivia en grups petits a altituds d'entre 1.230 i 2.150 msnm. El seu hàbitat natural eren els vessants dels turons coberts d'eufòrbies. Se sap que durant la dècada del 1950 se la caçava com a aliment, però es desconeix fins a quin punt la caça contribuí a la seva extinció.